# Diócesis de Mahenge
La diócesis de Mahenge (en latín: Dioecesis Mahengen(sis), en inglés: Roman Catholic Diocese of Mahenge y en suajili: Jimbo Katoliki la Mahenge) es una circunscripción eclesiástica latina de la Iglesia católica en Tanzania, sufragánea de la arquidiócesis de Dar es-Salam. La diócesis tiene al obispo Agapiti Ndorobo como su ordinario desde el 3 de marzo de 1995. 

## Territorio y organización
La diócesis tiene 25 253 km² y extiende su jurisdicción sobre los fieles católicos de rito latino residentes en parte de la región de Morogoro.
La sede de la diócesis se encuentra en la ciudad de Mahenge, en donde se halla la Catedral de Cristo Rey.
En 2019 en la diócesis existían 31 parroquias.

## Historia
La diócesis fue erigida el 21 de abril de 1964 con la bula Praeceptum illud del papa Pablo VI, obteniendo el territorio de la arquidiócesis de Dar es-Salam.
El 14 de enero de 2012 cedió una parte de su territorio para la erección de la diócesis de Ifakara mediante la bula Nuper est petitum del papa Benedicto XVI.

## Estadísticas
De acuerdo al Anuario Pontificio 2020 la diócesis tenía a fines de 2019 un total de 241 800 fieles bautizados.
| Año                                                                             | Población            | Población | Población      | Sacerdotes | Sacerdotes    | Sacerdotes    | Bautizados por sacerdote | Diáconos permanentes | Religiosos | Religiosos | Parroquias |
| Año                                                                             | Bautizados católicos | Total     | % de católicos | Total      | Clero secular | Clero regular | Bautizados por sacerdote | Diáconos permanentes | Varones    | Mujeres    | Parroquias |
| ------------------------------------------------------------------------------- | -------------------- | --------- | -------------- | ---------- | ------------- | ------------- | ------------------------ | -------------------- | ---------- | ---------- | ---------- |
| 1970                                                                            | 91 683               | 178 716   | 51.3           | 56         | 10            | 46            | 1637                     |                      | 78         | 89         | 22         |
| 1980                                                                            | 102 350              | 253 000   | 40.5           | 47         | 24            | 23            | 2177                     |                      | 53         | 92         | 22         |
| 1990                                                                            | 156 607              | 256 268   | 61.1           | 41         | 32            | 9             | 3819                     |                      | 44         | 155        | 30         |
| 1999                                                                            | 261 610              | 423 076   | 61.8           | 57         | 46            | 11            | 4589                     |                      | 35         | 207        | 24         |
| 2000                                                                            | 287 590              | 424 218   | 67.8           | 59         | 48            | 11            | 4874                     |                      | 27         | 203        | 25         |
| 2001                                                                            | 327 894              | 458 774   | 71.5           | 63         | 50            | 13            | 5204                     |                      | 24         | 204        | 27         |
| 2002                                                                            | 438 047              | 498 635   | 87.8           | 70         | 50            | 20            | 6257                     |                      | 31         | 205        | 29         |
| 2003                                                                            | 458 130              | 522 759   | 87.6           | 81         | 60            | 21            | 5655                     |                      | 34         | 227        | 30         |
| 2004                                                                            | 465 696              | 531 237   | 87.7           | 82         | 62            | 20            | 5679                     |                      | 35         | 235        | 32         |
| 2010                                                                            | 474 820              | 649 239   | 73.1           | 67         | 27            | 94            | 5051                     |                      | 41         | 272        | 36         |
| 2012                                                                            | 200 000              | 277 221   | 72.1           | 41         | 38            | 3             | 4878                     |                      | 3          | 67         | 19         |
| 2013                                                                            | 210 511              | 300 127   | 70.1           | 42         | 37            | 5             | 5012                     |                      | 15         | 42         | 20         |
| 2016                                                                            | 231 164              | 322 450   | 71.7           | 42         | 37            | 5             | 5503                     |                      | 15         | 55         | 27         |
| 2019                                                                            | 241 800              | 354 620   | 68.2           | 49         | 44            | 5             | 4934                     |                      | 14         | 81         | 31         |
| Fuente: Catholic-Hierarchy, que a su vez toma los datos del Anuario Pontificio. |                      |           |                |            |               |               |                          |                      |            |            |            |

## Episcopologio
- Elias Mchonde † (21 de abril de 1964-13 de junio de 1969 falleció)
- Nikasius Kipengele † (25 de junio de 1970-7 de diciembre de 1971 falleció)
- Patrick Iteka † (14 de junio de 1973-22 de agosto de 1993 falleció)
- Agapiti Ndorobo, desde el 3 de marzo de 1995